# Liste des paroisses civiles du Rutland

Localisation du comté de Rutland en Angleterre.

Voici la liste des paroisses civiles du comté cérémoniel de Rutland, en Angleterre. Ce comté est entièrement découpé en paroisses. En 2019, elles étaient au nombre de 57. Certaines n'ont aucun habitant.
Au recensement de 2011, toutes les paroisses de moins de 100 habitants ont été comptées avec une paroisse voisine.
- Ashwell
- Ayston
- Barleythorpe
- Barrow
- Barrowden
- Beaumont Chase
- Belton-in-Rutland
- Bisbrooke
- Braunston-in-Rutland
- Brooke
- Burley
- Caldecott
- Clipsham
- Cottesmore
- Edith Weston
- Egleton
- Empingham
- Essendine
- Exton and Horn
- Glaston
- Great Casterton
- Greetham
- Gunthorpe
- Hambleton
- Ketton
- Langham
- Leighfield
- Little Casterton
- Lyddington
- Lyndon
- Manton
- Market Overton
- Martinsthorpe
- Morcott
- Normanton
- North Luffenham
- Oakham
- Pickworth
- Pilton
- Preston
- Ridlington
- Ryhall
- Seaton
- South Luffenham
- Stoke Dry (comptée avec Seaton depuis 2011)
- Stretton
- Teigh (comptée avec Market Overton)
- Thistleton (comptée avec Stretton)
- Thorpe by Water (comptée avec Seaton)
- Tickencote (comptée avec Great Casterton)
- Tinwell
- Tixover
- Uppingham
- Wardley
- Whissendine
- Whitwell
- Wing